# David Lasar
David Lasar (* 5. Oktober 1952 in Wien) ist ein österreichischer Politiker (FPÖ). Er war von Juni 2016 bis Oktober 2019 Abgeordneter zum österreichischen Nationalrat und davor Stadtrat in Wien sowie Abgeordneter zum Wiener Landtag und Mitglied des Wiener Gemeinderats.

## Leben
David Lasar besuchte Volksschule und Gymnasium und ist von Beruf Kaufmann. Er war Bezirksrat der FPÖ in Wien-Floridsdorf und vertrat ab dem 11. November 2005 die FPÖ im Wiener Landtag und Gemeinderat. David Lasar war in der 18. Gesetzgebungsperiode Mitglied in den Ausschüssen „Finanzen, Wirtschaftspolitik und Wiener Stadtwerke“ sowie „Gesundheit und Soziales“. 2010 wurde er nicht amtsführender Stadtrat in Landesregierung und Stadtsenat Häupl V.
Als Mitglied der Israelitischen Kultusgemeinde wurde David Lasar kritisiert, der FPÖ ähnlich wie Peter Sichrovsky als „jüdischer Persilscheingeber“ zu dienen, da er laut einer FPÖ-Presseaussendung auch über „hervorragende internationale Kontakte“ verfüge.
Im Juli 2011 reiste Lasar nach Libyen und traf sich mit Saif al-Islam al-Gaddafi, dem Sohn von Muammar al-Gaddafi, und verurteilte die Luftangriffe der NATO während des Bürgerkrieges in Libyen.
Im Mai 2016 wurde bekannt, dass Lasar im Juni 2016 als Nachfolger von Gernot Darmann in den Nationalrat wechseln und Ursula Stenzel Lasar als nicht amtsführende Wiener Stadträtin (Landesregierung und Stadtsenat Häupl VI) nachfolgen werde. David Lasar wurde daraufhin am 24. Juni 2016 als Darmanns Nachfolger zum Nationalratsabgeordneten ernannt.
Im Juni 2019 gab er bekannt, bei der Nationalratswahl nicht mehr zu kandidieren. Er begründete diesen Schritt unter anderem damit, dass der von Lasar als rechtsextrem bezeichnete Martin Graf bei der Nationalratswahl 2019 auf einen vorderen Listenplatz gereiht wurde. Am 28. Juni 2019 erfolgte sein Austritt aus dem FPÖ-Nationalratsklub.